# Tansombo (Ouindigui)
Pour les articles homonymes, voir Tansombo.
Tansombo (ou Tasombo) est une localité située dans le département de Ouindigui dans la province du Loroum de la région Nord au Burkina Faso.

## Population
Lors du recensement de 2006, on y a dénombré 807 habitants. 

## Éducation et santé
En 2016-2017, la localité possède une école primaire publique.